# Bojnikovec
Bojnikovec falu Horvátországban Kapronca-Kőrös megyében. Közigazgatásilag Kőröshöz tartozik.

## Fekvése
Köröstől 5 km-re délnyugatra fekszik.

## Története
A falunak 1857-ben 167, 1900-ban 251 lakosa volt. Trianonig Belovár-Kőrös vármegye Körösi járásához tartozott. 2001-ben a falunak 226 lakosa volt.

## Nevezetességei
Az Úr Mennybemenetele tiszteletére szentelt kápolnája.

## Külső hivatkozások
Körös város hivatalos oldala